# An Huy
An Huy (tiếng Trung: 安徽; bính âm: Ānhuī, IPA:ánxwéi) là một tỉnh của Cộng hòa Nhân dân Trung Hoa. Năm 2020, An Huy là tỉnh đông thứ tám về số dân, đứng thứ 11 về kinh tế Trung Quốc với 61,02 triệu dân, tương đương với Cộng hòa Nam Phi và 3.868 tỷ NDT (560 tỷ USD), tương đương với Na Uy. An Huy có chỉ số GDP đầu người đứng thứ 15, đạt 63.382 NDT (tương ứng 9.186 USD).
Tỉnh nằm ở Hoa Đông và trải dài trên các đồng bằng Trường Giang và Hoài Hà, An Huy giáp với Giang Tô ở phía đông, Chiết Giang ở phía đông nam, Giang Tây ở phía nam, Hồ Bắc ở phía tây nam, Hà Nam ở phía tây bắc, và giáp với Sơn Đông trên một đoạn nhỏ ở phía bắc. Tỉnh lị An Huy là Hợp Phì.
Vào đầu thời Thanh, An Huy thuộc tỉnh Giang Nam, đến năm Khang Hi thứ 6 (1667), triều đình đã tách tỉnh Giang Nam thành tỉnh Giang Tô và An Huy. Tên gọi "An Huy" bắt nguồn từ tên của hai thành phố phía nam của tỉnh là An Khánh và Huy Châu (nay là Hoàng Sơn). Giản xưng của An Huy là "皖" (Wǎn, âm Hán Việt là Hoản, Hoàn hay Hoán)

## Lịch sử
An Huy được xem là một trong những nơi khởi nguyên của dân tộc Trung Hoa, vào thời đại đồ đá cũ cách nay khoảng từ 2 đến 3 triệu năm trước, trên địa bàn An Huy ngày nay đã xuất hiện người Hòa Huyện Viên (和县猿人) có khả năng đứng thẳng người khi di chuyển. Vào cuối những năm 1970 và đầu 1980, tại di chỉ Tiết Gia Cương (薛家岗遗址) thuộc huyện Tiềm Sơn của An Huy đã phát hiện được dấu tích về hoạt động của loài người thời đại đồ đá mới cách nay khoảng từ 5 đến 6 nghìn năm, sau đó tại nhiều nơi trên địa bàn An Huy cũng đã phát hiện được những di chỉ văn hóa thời đại đồ đá mới.
Quân chủ khai quốc nhà Thương là Thành Thang đã từng định đô tại đất "Bạc", nay thuộc Bạc Châu ở bắc bộ An Huy. Khi đó, đại bộ phận cư dân tại An Huy không phải là tộc Hoa Hạ, song về sau những người Đông Di và Sơn Việt này đã dần dần đồng hóa thành tộc Hán.
Thời nhà Chu, trên địa bàn An Huy có nhiều nước chư hầu như Chung Li (钟离), Lục (六), Anh (英), Thư (舒), Thư Dung (舒庸), Thư Cưu (舒鸠), Thư Lục (舒蓼), Sào (巢), Từ (徐), Tiêu (萧) và Hoản (皖). Các nước nhỏ này dần bị hai thế lực lớn mạnh là nước Ngô và nước Sở thôn tính. Đến cuối thời Chiến Quốc, kinh đô Dĩnh (nay thuộc tỉnh Hồ Bắc) của nước Sở bị nước Tần công chiếm, vì thế Sở đã phải thiên đô đến Thọ Xuân (nay thuộc Thọ huyện của An Huy) vào năm 241 TCN. Đến năm 224 TCN, đại tướng nước Sở là Hạng Yên (项燕) đã bại trận trước 60 vạn đại quân Tần dưới sự chỉ huy của Vương Tiễn; đến năm 223 TCN, Thọ Xuân rơi vào tay Tần, nước Sở cũng diệt vong. Năm 221 TCN, Tần hoàn thành việc chinh phục sáu nước, thống nhất Trung Hoa.
Thời Tần, đại bộ phận khu vực An Huy thuộc Cửu Giang quận, đầu phía bắc thuộc Tứ Thủy quận và Nãng quận. Trong chiến tranh Hán-Sở, Hạng Vũ đã thua Lưu Bang trong trận Cai Hạ tại vùng thuộc huyện Cổ Trấn ngày nay, sau đó Hạng Vũ đã tự vẫn tại Ô Giang (nay thuộc Hòa huyện).
Thời Hán Vũ Đế, do áp lực từ nước Mân Việt, toàn bộ nước Đông Âu đã di dời từ nam bộ Chiết Giang đến Lư Giang quận (nay thuộc khu vực Thư Thành). Những năm cuối thời Hán, Thọ Xuân trở thành căn cứ của quân phiệt Viên Thuật. Năm 197, Viên Thuật chính thức xưng đế, tự xưng là Trọng Gia, đóng đô ở Thọ Xuân, song vùng đất kiểm soát của ông khi đó chỉ có 2 quận Cửu Giang và Lư Giang. Sau khi bị Lưu Bị đánh bại, Viện Thuật bị bệnh mất. Sau đó, Thọ Xuân về tay quân phiệt Tào Tháo.
Đến thời Ngũ Hồ thập lục quốc, các sắc dân du mục xâm nhập Hoa Bắc và lập nên các chính quyền khác nhau, còn ở phương Nam vẫn do các triều đại của người Hán cai quản. Trong khoảng thời gian này, bắc bộ An Huy trở thành tiền tuyến đối đầu giữa miền Nam và miền Bắc, ngọn lửa chiến tranh liên tục bùng lên. Năm 383, đã xảy ra đại chiến Phì Thủy giữa Tiền Tần và Đông Tấn, Phì Thủy được cho là con sông cổ chảy qua vùng mà nay là Lục An.
Những năm Khai Hoàng chi trị thời Tùy Văn Đế, kinh tế khu vực An Huy khôi phục và đạt được trình độ rất cao. Sau khi trải qua thời gian hỗn chiến cuối thời Tùy, đến khi Nhà Đường thống nhất Trung Hoa, An Huy lại có được hòa bình. Trong loạn An Sử, khu vực Hoài Hà ở bắc bộ An Huy đã bị chiến tranh tàn phá. Năm 875, tức cuối thời Nhà Đường, đã xảy ra khởi nghĩa Vương Tiên Chi, Hoàng Sào, quân nổi dậy từ Hà Nam đã sang Hòa huyện của An Huy rồi vượt sông Trường Giang để tới Hoản Nam, sau đó tiến đến tận Phúc Kiến, Quảng Đông, sau đó lại qua An Huy để đánh Trường An.
Thời Ngũ Đại Thập Quốc, nam bộ An Huy thuộc nước Ngô. Lý Biện (Nam Đường Liệt Tổ) sau đó đã đoạt lấy quyền kiểm soát nước Ngô vào năm 937 và lập ra nước Nam Đường. Khi đó, bắc bộ An Huy thuộc quyền kiểm soát của Ngũ Đại.
Cuối thời Bắc Tống, đã xuất hiện nhà Kim của người Nữ Chân ở phương Bắc. Sau năm 1127, vùng bắc bộ Hoài Hà của An Huy trở thành đất của triều Kim, An Huy một lần nữa trở thành nơi đối đầu giữa thế lực hai miền: phía bắc là Kim và phía nam là Nam Tống. Năm 1161, Kim Hải Lăng vương Hoàn Nhan Lượng xuất binh phạt Tống, song đã thất bại trong đại chiến Thái Thạch ở vùng nay thuộc Mã An Sơn. Năm 1234, Kim bị đế quốc Mông Cổ tiêu diệt. Năm 1276, quân Mông Cố công chiếm kinh thành Hàng Châu của Nam Tống, từ đó toàn bộ An Huy quy thuộc Nhà Nguyên.

### Thời Minh

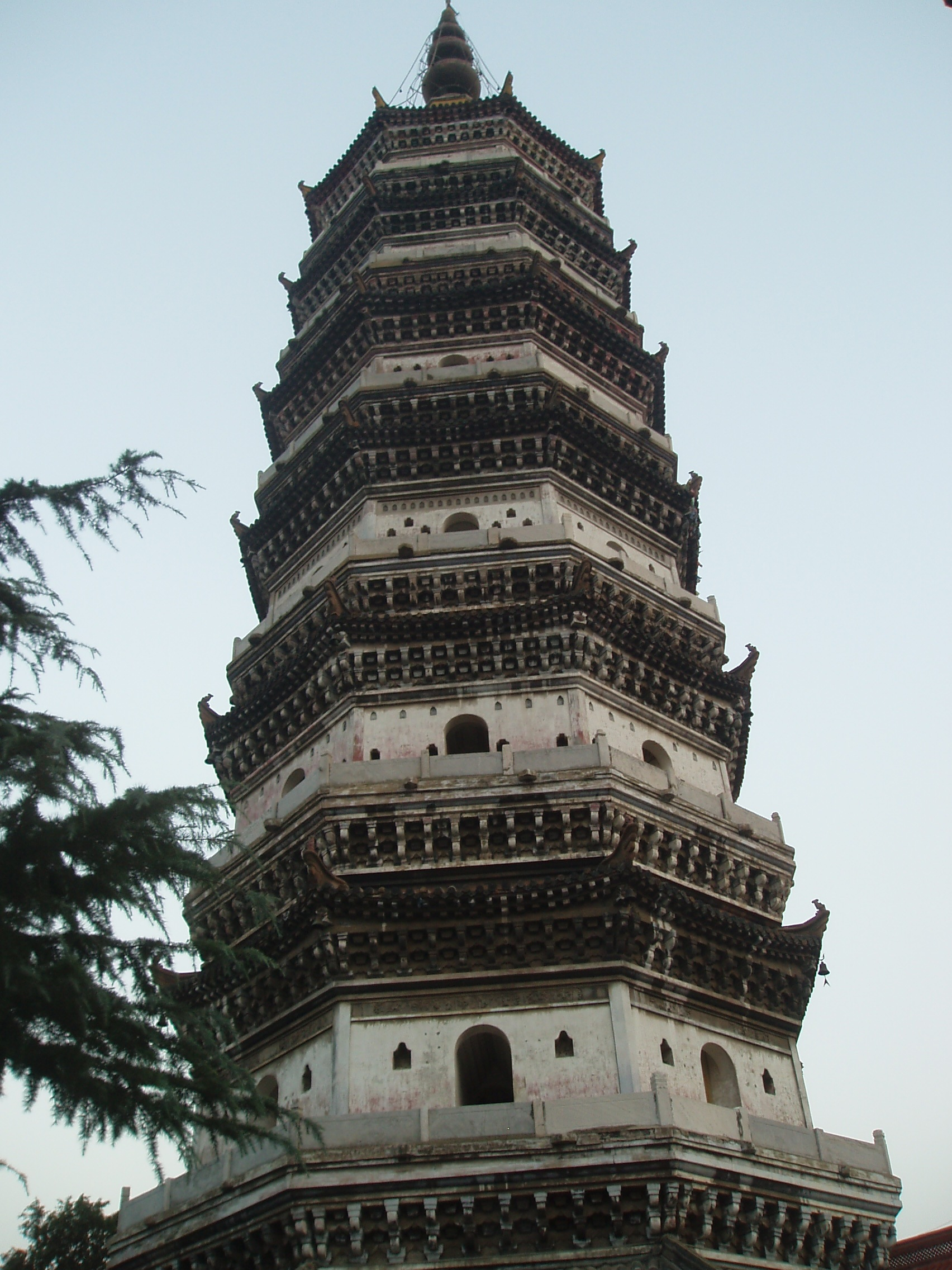
Tháp Chấn Phong (振风塔) được xây dựng lần đầu vào năm 1570 (năm Long Khánh thứ 2)

Sau khi Chu Nguyên Chương sáng lập Nhà Minh, do ban đầu triều đại này định đô ở Nam Kinh, khu vực hai tỉnh An Huy và Giang Tô hiện nay do Lục bộ của triều đình Trung ương trực tiếp quản lý, gọi là "Trực Lệ". Minh Thái Tổ định quê hương Phượng Dương của mình là "Trung Đô" và đã từng tính đến chuyện thiên đô về đây song sau đó đã từ bỏ kế hoạch và chỉ xây dựng lăng mộ tổ tiên và một phần tường thành. Thời Minh, tại địa phận nay là An Huy có tổng cộng 7 phủ, trong đó 4 phủ ở phía nam Trường Giang: Huy Châu phủ, Ninh Quốc phủ, Thái Bình phủ, Trì Châu phủ; 2 phủ ở bờ bắc Trường Giang: An Khánh phủ, Lư Châu phủ; còn lưu vực Hoài Hà của An Huy thì chỉ có một phủ là Phượng Dương phủ. Thời Nhà Minh, Vu Hồ huyện tại bờ nam Trường Giang đã phát triển thành một trung tâm kinh tế mới. Những năm Vĩnh Lạc thời Minh Thành Tổ, kinh đô được di dời về Bắc Kinh, khu vực Trực Lệ trước đó được đổi tên thành Nam Trực Lệ.
Năm 1635, Lý Tự Thành đã công hãm Phượng Dương, đào mộ tổ tiên của hoàng thất triều Minh, phá hủy "chùa Hoàng Giác", ngôi chùa mà Chu Nguyên Chương đã xuất gia.

### Thời Thanh

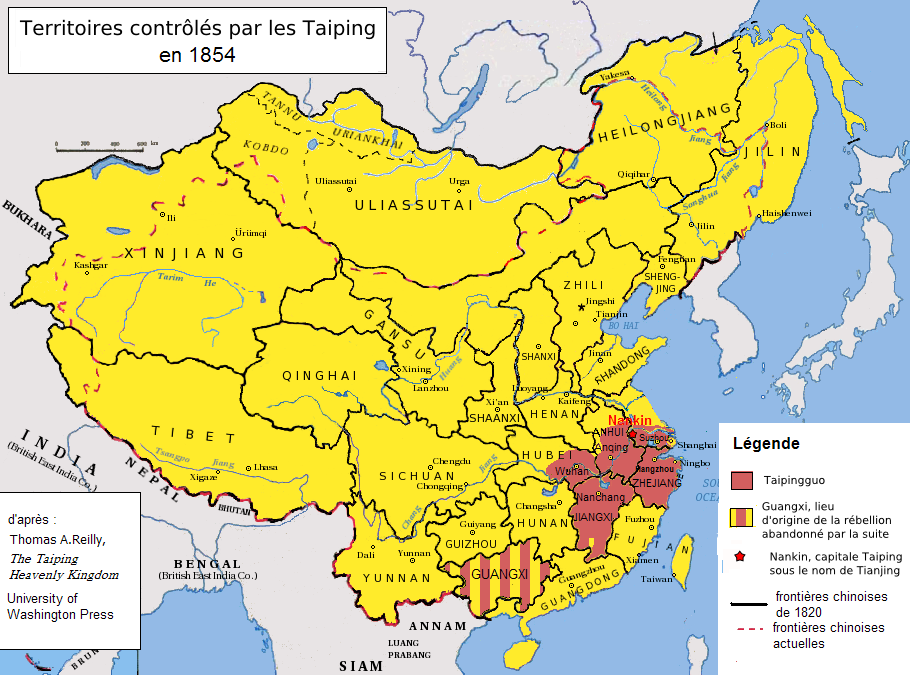
Trung và nam An Huy nằm trong vùng kiểm soát của quân Thái Bình Thiên Quốc năm 1854

Năm 1645, quân Thanh công chiếm Nam Kinh, sau đó đã đổi Nam Trực Lệ thành Giang Nam tỉnh; đến năm 1667, triều Thanh lại phân Giang Nam tỉnh thành Giang Tô và An Huy. Tỉnh hội An Huy được thiết lập tại An Khánh, là nơi đóng trụ sở của An Huy tuần phủ và An Huy án sát sứ. Quản lý dân chính tại An Huy là phận sự của Giang Nam tả bố chánh sứ, trường kỳ trú tại Giang Ninh phủ (Nam Kinh), đến năm 1760 (năm Càn Long thứ 25), thì di dời đến An Khánh. Ranh giới An Huy từ đó đến nay ít có thay đổi.
Thời cuối Nhà Thanh, Thái Bình Thiên Quốc đã định đô tại Nam Kinh, khi đó nam An Huy là căn cứ lương thực và quân sự chủ yếu của cuộc khởi nghĩa này. Tương quân của Tăng Quốc Phiên và quân Thái Bình của Trần Ngọc Thành đã giao chiến rất dữ dội, đại bộ phận cư dân nam An Huy đã thiệt mạng hoặc chạy trốn, kinh tế địa phương bị ảnh hưởng nghiêm trọng. Sau chiến tranh, cư dân các vùng Hà Nam và Hồ Bắc đã di cư đến Hoản Nam, vì thế văn hóa tập tục khu vực này đã có nhiều biến đổi. Cũng trong thời kỳ đó, Niệp quân hoành hành ở khu vực bắc An Huy. Lý Hồng Chương đã chiêu mộ Hoài quân tại vùng phụ cận Hợp Phì tiến đến vùng Giang Chiết tác chiến với quân Thái Bình. Sau khởi nghĩa Thái Bình Thiên Quốc, Hoài quân trở thành một trong những lực lượng trọng yếu của triều Thanh.

### Thời Trung Hoa Dân Quốc
Sau khi thành lập Trung Hoa Dân Quốc, đường sắt Tân-Phố đã thông tuyến vào năm 1912, khiến Bạng Phụ khởi sắc. Năm 1912, Bách Văn Uý trở thành người cai quản An Huy, kế tục ông ta là Nghê Tự Xung (倪嗣冲) vào năm 1913, Trương Văn Sinh (张文生) vào năm 1920, Mã Liên Giáp (马联甲) vào năm 1922, Lã Điệu Nguyên (吕调元) vào năm 1923, Khương Đăng Tuyển (姜登选) vào năm 1924, Trần Điệu Nguyên (陈调元) vào năm 1925. Đến năm 1926, Trần Điệu Nguyên đã quy thuận Quốc Dân cách mạng quân trong Bắc phạt. Đến năm 1937, trên địa bàn An Huy bùng phát các trận chiến trong chiến tranh Trung-Nhật, An Huy trở thành nơi đan xen kiểm soát giữa bốn thế lực là quân Nhật, chính quyền Uông Tinh Vệ, Quốc quân và Cộng sản đảng. Năm 1940, tại An Huy đã xảy ra xung đột Quốc-Cộng, gọi là sự biến Hoản Nam. Năm 1946, sau khi Nhật Bản đầu hàng, chính phủ Quốc dân đã chuyển thủ phủ của An Huy từ An Khánh đến Hợp Phì. Từ năm 1948 đến 1949, An Huy là một chiến trường chủ yếu trong hội chiến Từ-Bạng hay còn gọi là chiến dịch Hoài-Hải trong nội chiến Quốc-Cộng.

### Thời Cộng hòa Nhân dân Trung Hoa
Sau khi Cộng hòa Nhân dân Trung Hoa thành lập vào năm 1949, An Huy bị phân thành hai công thự hành chính cấp tỉnh là Hoản Bắc và Hoản Nam, lấy Trường Giang làm ranh giới, song đến năm 1952 lại hợp lại như cũ. Địa giới An Huy sau năm 1949 cũng có điều chỉnh nhỏ: huyện Vụ Nguyên được trao cho tỉnh Giang Tây, hai huyện Hu Dị và Tứ Hồng được trao cho tỉnh Giang Tô; ngược lại, hai huyện Tứ và Nãng Sơn vốn thuộc Giang Tô thì lại được trao cho An Huy.
Trong thời kỳ Nạn đói lớn 1959-1961, số người tử vong vì nguyên nhân không bình thường tại tỉnh An Huy là 6,33 triệu người, chiếm 18,37% trong tổng dân số 34,46 triệu dân của tỉnh khi đó, đạt tỷ lệ cao nhất trong số các tỉnh tại Trung Quốc. Ngày 24 tháng 11 năm 1978, nông dân ở thôn Tiểu Cương tại Phượng Dương, An Huy đã ký một thỏa thuận bí mật, chia ruộng đất của thôn cho các hộ nông dân nhận khoán. Hành vi này vi phạm pháp luật và chính sách Trung Quốc lúc đó, nhưng cuối cùng, hành động này đã được Chính phủ Trung Quốc chấp nhận và tích cực nhân rộng, trở thành một mốc lịch sử trong quá trình cải cách mở cửa của Trung Quốc. Trong cuốn sách China Road năm 2007, tác giả Rob Gifford đã ghi rằng người Trung Quốc xem An Huy là một "nông nghiệp đại tỉnh" (农业大省). Theo Gifford thì đây là một uyển ngữ để chỉ một khu vực "rất nghèo" và mọi người đề cập đến An Huy như là "Appalachia của Trung Quốc."

## Địa lý

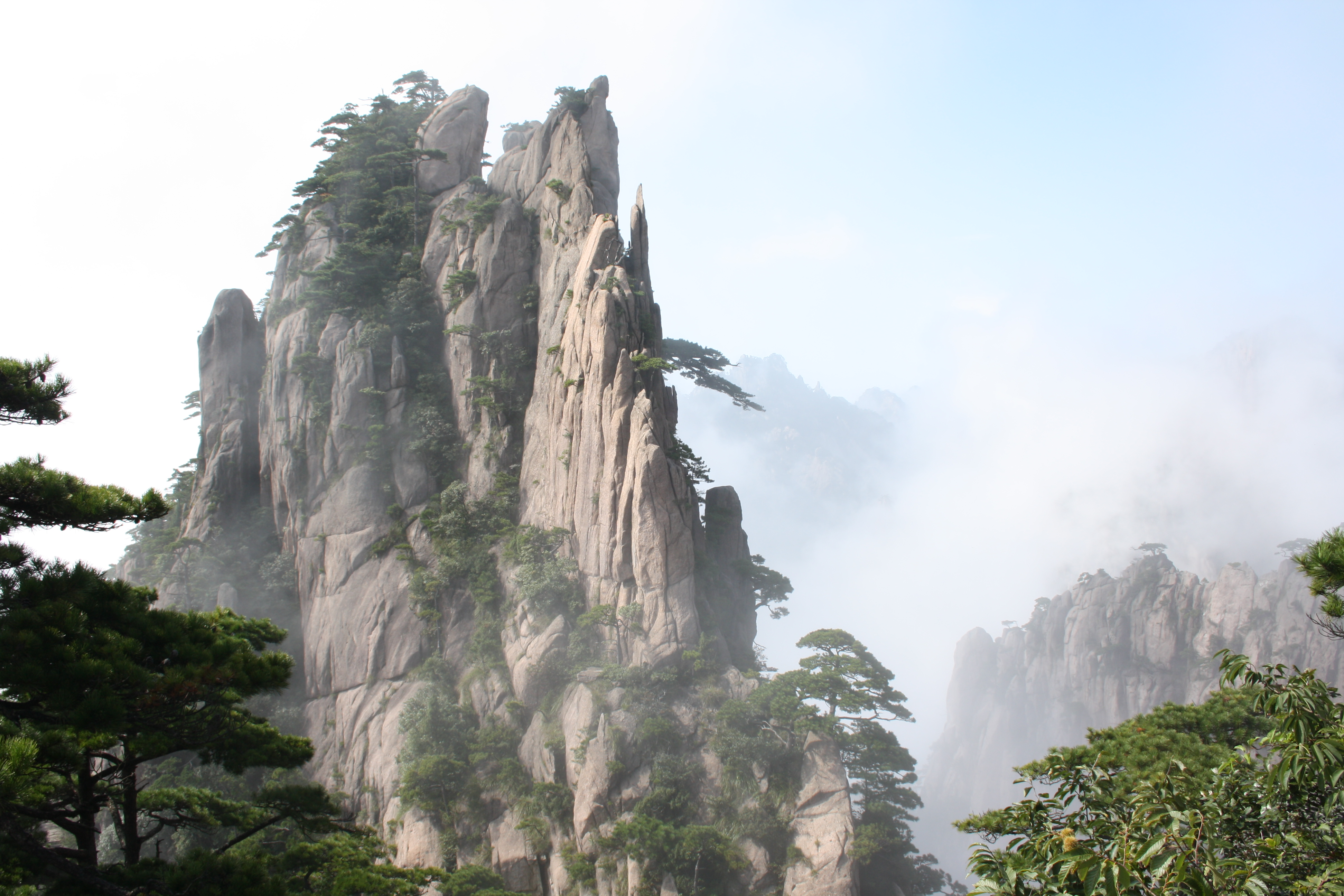
Hoàng Sơn ở nam bộ An Huy là một di sản thế giới của UNESCO

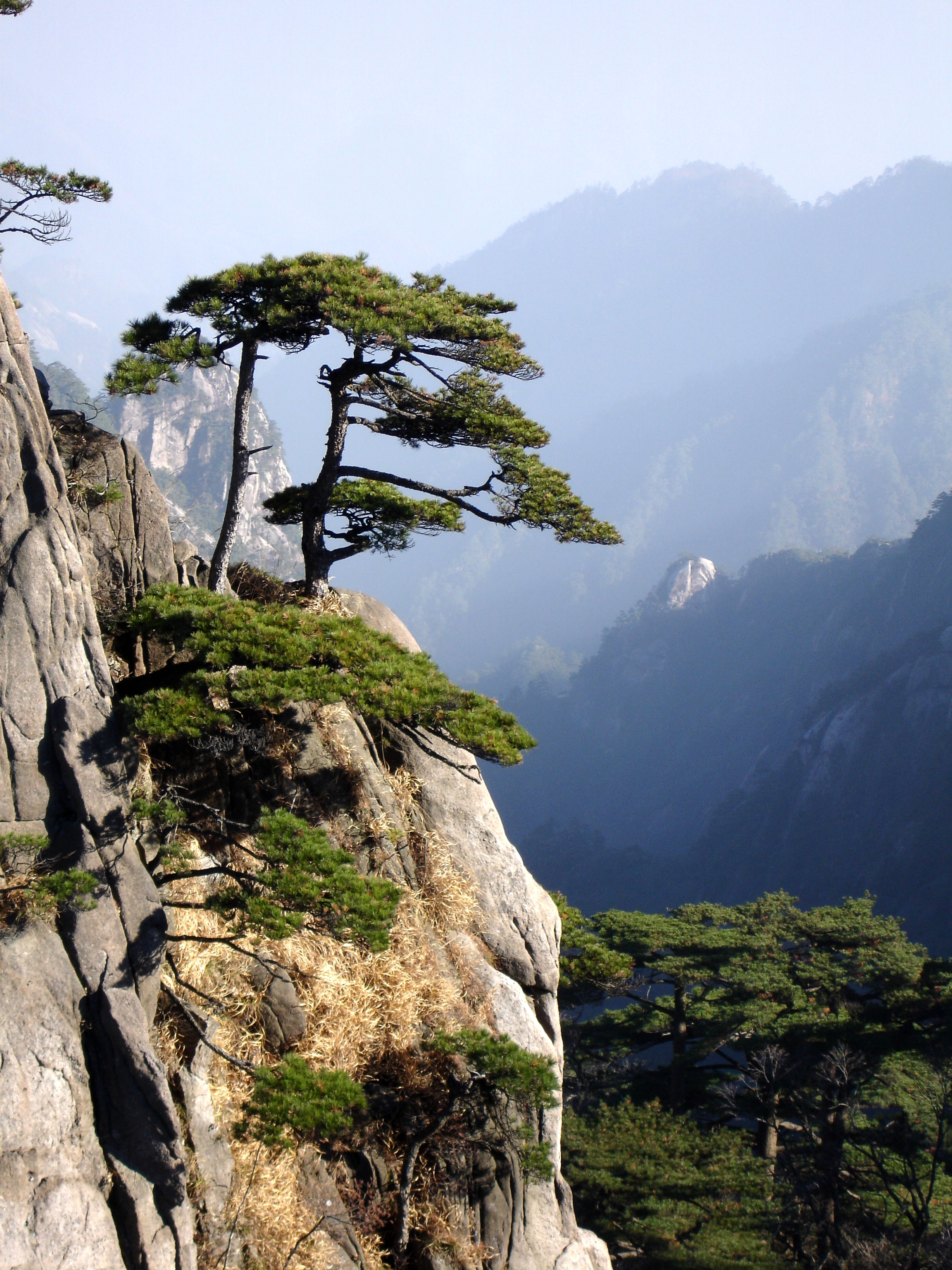
Thông Hoàng Sơn mọc trên các vách đá

An Huy giáp với các tỉnh Sơn Đông, Giang Tô, Chiết Giang, Giang Tây, Hồ Bắc và Hà Nam. Địa mạo An Huy chủ yếu là đồng bằng và gò đồi. Đồng bằng, gò đồi và núi thấp tại An Huy nằm xen kẽ nhau. Trường Giang và Hoài Hà chảy từ tây sang đông An Huy với chiều dài tương ứng là 416 km và 430 km. Toàn An Huy có thể được phân thành năm khu vực tự nhiên: đồng bằng Hoài Bắc, vùng đồi Giang Hoài, vùng Đại Biệt Sơn ở Hoản Tây, vùng đồng bằng ven sông Trường Giang và vùng núi Hoản Nam. Vùng đồng bằng chiếm 31,3% diện tích An Huy (bao gồm 5,8% đất cải tạo), gò đồi chiếm 29,5% diện tích, núi non chiếm 31,2% diện tích, các hồ và đầm lầy chiếm 8% diện tích.
Các dãy núi chủ yếu tại An Huy gồm Đại Biệt Sơn, Hoàng Sơn, Cửu Hóa Sơn, Thiên Trụ Sơn. Đỉnh cao nhất là đỉnh Liên Hoa thuộc Hoàng Sơn với cao độ 1.860 mét.
Vùng đồng bằng Hoản Bắc bao gồm khu vực rừng lá rộng rụng lá bán hạn bình nguyên Hoa Bắc ở bờ bắc Hoài Hà và khu vực đất ngập nước ở bờ nam Hoài Hà. Vùng đồng bằng Hoản Bắc này có địa thế bằng phẳng và rộng rãi, thuộc khu vực phía nam của bình nguyên Hoa Bắc. Vùng đồng bằng Hoản Bắc có độ cao khoảng 20-50 mét so với mực nước biển, thấp dần từ tây bắc xuống đông nam. Các chi lưu phía bắc của Hoài Hà chảy theo hướng đông nam rồi nhập vào Hoài Hà và hồ Hồng Trạch. phía bắc của vùng đồng bằng Hoản Bắc chịu ảnh hưởng từ các trận lụt của Hoàng Hà nên hiện nay có lớp trầm tích sâu. Do được tiến hành khai khẩn nông nghiệp từ rất lâu, hiện nay vùng đồng bằng Hoản Bắc đã không còn thảm thực vật tự nhiên, hiện chỉ có các loài do con người trồng như trắc bách, dương, liễu, hông, dương hòe, du. Ở phía nam, địa hình không được bằng phẳng như ở phía bắc, Đại Biệt Sơn chiếm hầu hết khu vực tây nam An Huy và một loại các đồi và dãy núi cắt qua phần đông nam. Trường Giang chảy qua An Huy giữa hai vùng đồi núi này.
Cùng với địa hình, khí hậu của An Huy cũng có sự khác biệt giữa bắc và nam. phía bắc có khí hậu ôn hòa hơn và các mùa rõ rệt hơn. Nhiệt độ trung bình năm tại An Huy là 16-18 °C, chênh lệc bắc-nam là khoảng 2 °C; nhiệt độ trung bình vào tháng 1 là khoảng từ -1 °C đến 2 °C ở phía bắc Hoài Hà và từ 0 °C đến 3 °C ở phía nam Hoài Hà; nhiệt độ trung bình vào tháng 7 là khoảng 27 °C hoặc cao hơn. Lượng mưa trung bình hàng năm của An Huy là 800-1.600mm, các cơn mưa lớn xuất hiện vào tháng 6 và tháng 7 và có thể dẫn đến lũ lụt. An Huy có trung bình 1.800-2.500 giờ nắng mỗi năm, và có 200-250 ngày không có sương.
An Huy có trên 2.000 sông suối, hơn 110 hồ. Các sông quan trọng tại An Huy là Trường Giang, Hoài Hà, Tân An Giang; các hồ quan trọng của An Huy là hồ Sào, hồ Long Cảm và hồ Nam Y; hồ Sào với diện tích bề mặt 800 km² là một trong năm hồ nước ngọt lớn nhất Trung Quốc. Tổng lượng tài nguyên nước của An Huy là 68 tỉ m³, chủ yếu là tại các sông thuộc lưu vực Hoài Hà, Trường Giang và Tiền Đường Giang. Trong đó, diện tích thuộc lưu vực Hoài Hà là 66.900 km², diện tích thuộc lưu vực Trường Giang là 66.000 km², diện tích thuộc lưu vực Tiền Đường Giang là 6.500 km².

## Động thực vật

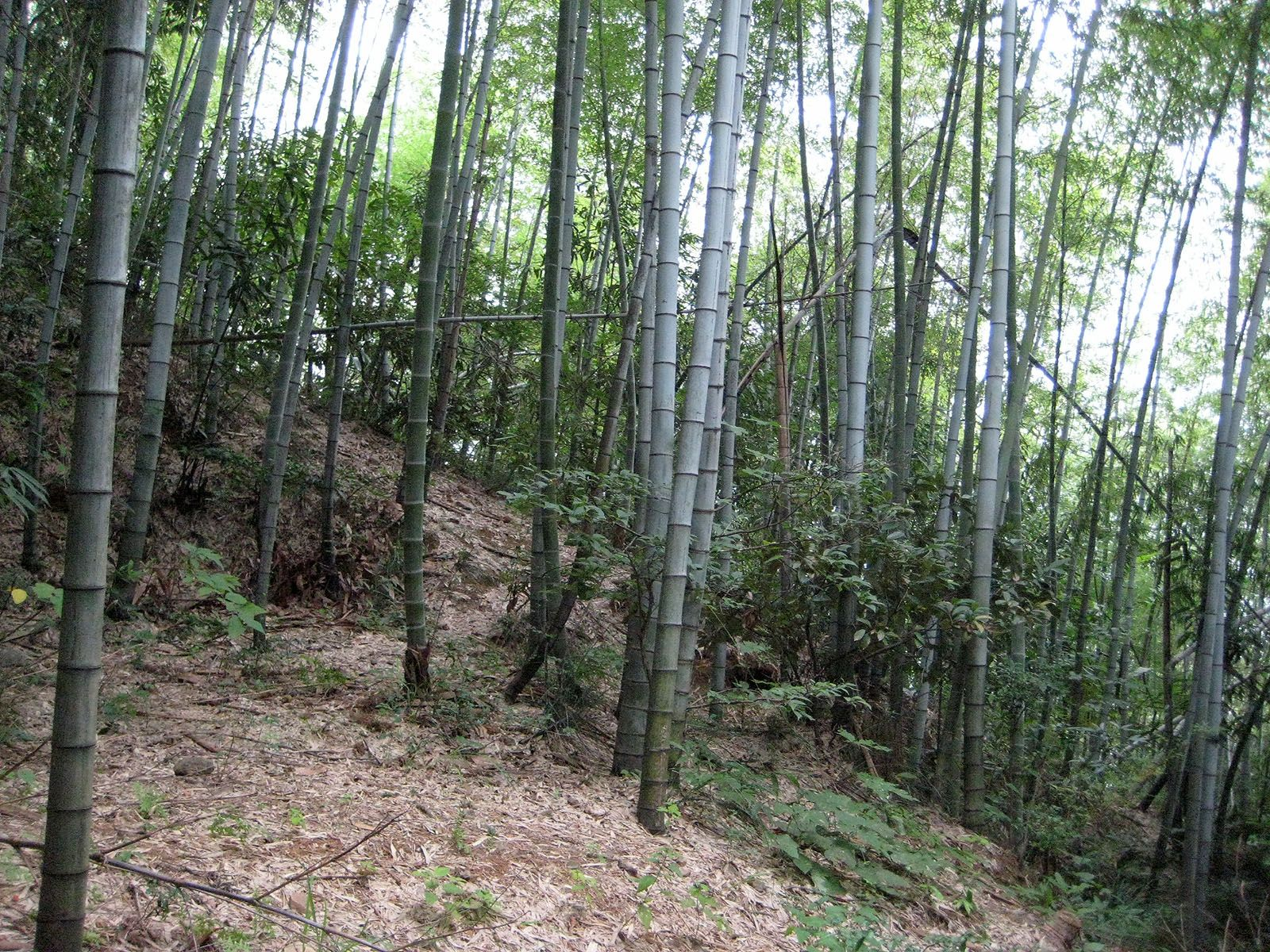
Rừng trúc tại Hoàng Sơn

Thảm thực vật rừng tại An Huy có sự chuyển tiếp rõ ràng giữa bắc và nam, phía bắc Hoài Hà thuộc đới rừng lá rộng ôn đới ấm với nhiều cây dương, hòe, đồng; phía nam Hoài Hà là khu vực thuộc đới rừng lá rộng hỗn giao thường xanh và rụng lá bắc cận nhiệt đới và đới rừng lá rộng thường xanh trung cận nhiệt đới với nhiều cây tùng, sam và trúc. Năm 2011, toàn An Huy có 4,4 triệu ha đất rừng, chiếm 31,7% diện tích toàn tỉnh. Tổng diện tích rừng của An Huy là khoàng 3,6 triệu ha, tỷ lệ che phủ rừng đạt 26,06%. An Huy có 21 đơn vị cấp huyện đồi núi, toàn bộ nằm tại vùng Đại Biệt Sơn ở Hoản Nam và Hoản Tây, tỷ lệ che phủ rừng trung bình ở các địa phương này lên tới trên 50%; 65 đơn vị cấp huyện đồng bằng dọc Trường Giang và Hoài Hà có tỷ lệ che phủ rừng bình quân là trên 15%; khu vực gò đồi và sườn đồi giữa Trường Giang và Hoài Hà có tỷ lệ che phủ rừng trên dưới 12%.
Tỉnh An Huy có tài nguyên động thực vật vật hoang dã phong phú, với nhiều loài khác nhau. An Huy có 4.245 loài thực vật có mạch, chiếm 14,2% số loài thực vật có mạch tại Trung Quốc, trong đó có 6 loài thực vật được bảo hộ quốc gia cấp 1 và 25 loài được bảo hộ quốc gia cấp 2. Toàn tỉnh An Huy có 44 bộ, 121 họ với 742 loài động vật có xương sống, chiếm 14,1% toàn quốc, trong đó có 21 loài động vật được bảo hộ quốc gia cấp 1, 70 loài được bảo hộ quốc gia cấp 2, với các loài đặc hữu như cá sấu Dương Tử (Alligator sinensis) và cá heo Dương Tử (Lipotes vexillifer) tại lưu vực Trường Giang ở trung bộ An Huy.

## Nhân khẩu

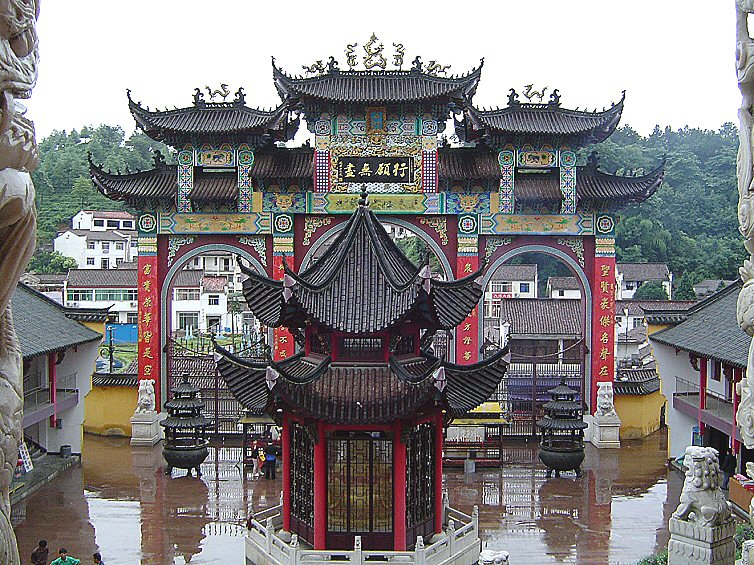
bài phường của Nhục Thân tự trên Cửu Hoa Sơn

Năm 2011, tổng số nhân khẩu có hộ tịch tại An Huy là 68,759 triệu người, tăng 489.000 người so với năm trước; tổng số nhân khẩu thường trú của An Huy trong cùng năm là 59,68 triệu người, tăng 110.000 người so với năm trước đó. Theo tổng điều tra nhân khẩu toàn quốc lần thứ 6 vào năm 2010, tại An Huy có sự hiện diện của tất cả 55 dân tộc thiểu số được công nhận tại Trung Quốc với tổng nhân khẩu là 395.600 người, chiếm 0,66% tổng nhân khẩu toàn tỉnh. Trong số các dân tộc thiểu số tại An Huy, người Hồi, người Mãn và người Xa là các dân tộc lớn nhất; riêng người Hồi chiếm tới 82,92% tổng nhân khẩu các dân tộc thiểu số tại An Huy. Các dân tộc thiểu số tại An Huy chủ yếu phân bố phân tán, toàn tỉnh vào năm 2011 có 9 hương dân tộc, 1 nông trường dân tộc, 135 thôn dân tộc. An Huy là tỉnh mất cân bằng giới tính. Theo một nghiên cứu vào năm 2009 do British Medical Journal phát hành thì trong nhóm tuổi từ 1-4 tại An Huy, trung bình cứ 138 bé trai thì có 100 bé gái.

### Ngôn ngữ
Quan thoại được nói ở bắc bộ và trung bộ An Huy, tức phía bắc Trường Giang. Các phương ngôn ở bắc bộ An Huy được phân loại là Quan thoại Trung Nguyên, cùng một hệ với các phương ngôn tại Hà Nam và Sơn Đông; các phương ngôn ở trung bộ An Huy được phân loại là Quan thoại Giang Hoài, cùng một hệ với các phương ngôn tại trung bộ tỉnh Giang Tô lân cận. Các phương ngữ không thuộc Quan thoại được nói ở phía nam Trường Giang: các phương ngôn của tiếng Ngô được nói tại Tuyên Thành, song nó đang dần bị Quan thoại Giang Hoài thay thế; các phương ngôn của tiếng Cám được nói ở một vài huyện ở vùng tây nam giáp với tỉnh Giang Tây; và tiếng Huy được nói tại khoảng 10 huyện ở cực nam của An Huy.

### Tôn giáo
Tôn giáo ở An Huy
Trên địa bàn An Huy, các tôn giáo phổ biến nhất là tôn giáo dân gian Trung Quốc, Phật giáo Hán và Đạo giáo. Một số công trình tôn giáo nổi tiếng tại An Huy là tháp Chấn Phong (振风塔) tại An Khánh, hay Hóa Thành tự, Nhục Thân bảo điện, Bách Tuế cung, Thiên Đài tự trên Kim Hoa Sơn, một trong tứ đại danh sơn của Phật giáo Trung Quốc. Tại Hợp Phì có đền thờ Bao Công. An Huy cũng có các cộng đồng Hồi giáo và là một trong những nơi có nhiều tín hữu Ki-tô giáo nhất tại Đông Á.

## Các đơn vị hành chính
| Bản đồ phân chia hành chính tỉnh An Huy | Bản đồ phân chia hành chính tỉnh An Huy | Bản đồ phân chia hành chính tỉnh An Huy | Bản đồ phân chia hành chính tỉnh An Huy | Bản đồ phân chia hành chính tỉnh An Huy | Bản đồ phân chia hành chính tỉnh An Huy | Bản đồ phân chia hành chính tỉnh An Huy | Bản đồ phân chia hành chính tỉnh An Huy |
| --- | --------------------------------------- | --------------------------------------- | --------------------------------------- | --------------------------------------- | --------------------------------------- | --------------------------------------- | --------------------------------------- |
| Hợp Phì Vu Hồ Bạng Phụ Hoài Nam Mã An Sơn Hoài Bắc Đồng Lăng An Khánh Hoàng Sơn Trừ Châu Phụ Dương Túc Châu Lục An Bạc Châu Trì Châu Tuyên Thành |                                         |                                         |                                         |                                         |                                         |                                         |                                         |

An Huy được chia làm 16 đơn vị hành chính, toàn bộ là thành phố thuộc tỉnh (địa cấp thị, 地级市):
| Stt             | Tên         | Thủ phủ       | chữ Hán Bính âm        | Dân số (2010) | Diện tích (km²) |
| --------------- | ----------- | ------------- | ---------------------- | ------------- | --------------- |
| — Địa cấp thị — |             |               |                        |               |                 |
| 1               | Hợp Phì     | Lư Dương      | 合肥市 Héféi Shì       | 7.457.000     | 11.408          |
| 2               | An Khánh    | Nghênh Giang  | 安庆市 Ānqìng Shì      | 5.311.000     | 15.398          |
| 3               | Bạng Phụ    | Long Tử Hồ    | 蚌埠市 Bèngbù Shì      | 3.164.000     | 5.952           |
| 4               | Bạc Châu    | Tiếu Thành    | 亳州市 Bózhōu Shì      | 4.851.000     | 8.523           |
| 5               | Tuyên Thành | Tuyên Châu    | 宣城市 Xuānchéng Shì   | 2.533.000     | 12.340          |
| 6               | Trì Châu    | Quý Trì       | 池州市 Chízhōu Shì     | 1.403.000     | 8.272           |
| 7               | Trừ Châu    | Lang Da       | 滁州市 Chúzhōu Shì     | 3.938.000     | 13.398          |
| 8               | Phụ Dương   | Dĩnh Châu     | 阜阳市 Fǔyáng Shì      | 7.600.000     | 9.979           |
| 9               | Hoài Bắc    | Liệt Sơn      | 淮北市 Huáiběi Shì     | 2.114.000     | 2.802           |
| 10              | Hoài Nam    | Điền Gia Am   | 淮南市 Huáinán Shì     | 2.334.000     | 2.596           |
| 11              | Hoàng Sơn   | Đồn Khê       | 黄山市 Huángshān Shì   | 1.359.000     | 9.807           |
| 12              | Lục An      | Kim An        | 六安市 Lù'ān Shì       | 5.612.000     | 18.141          |
| 13              | Mã An Sơn   | Vũ Sơn        | 马鞍山市 Mǎ'ānshān Shì | 2.304.000     | 1.686           |
| 14              | Túc Châu    | Dũng Kiều     | 宿州市 Sùzhōu Shì      | 5.353.000     | 9.787           |
| 15              | Đồng Lăng   | Đồng Quan Sơn | 铜陵市 Tónglíng Shì    | 724.000       | 1.113           |
| 16              | Vu Hồ       | Kính Hồ       | 芜湖市 Wúhú Shì        | 3.443.000     | 5.988           |

Các đơn vị hành chính cấp địa khu trên đây được chia thành 105 đơn vị hành chính cấp huyện, gồm 44 quận (thị hạt khu), 9 thành phố cấp huyện (huyện cấp thị), và 52 huyện. Các đơn vị hành chính cấp huyện này lại được nhỏ thành 1845 đơn vị hành chính cấp hương, gồm 972 thị trấn (trấn), 634 hương, 9 hương dân tộc, và 230 phường (nhai đạo).

## Kinh tế

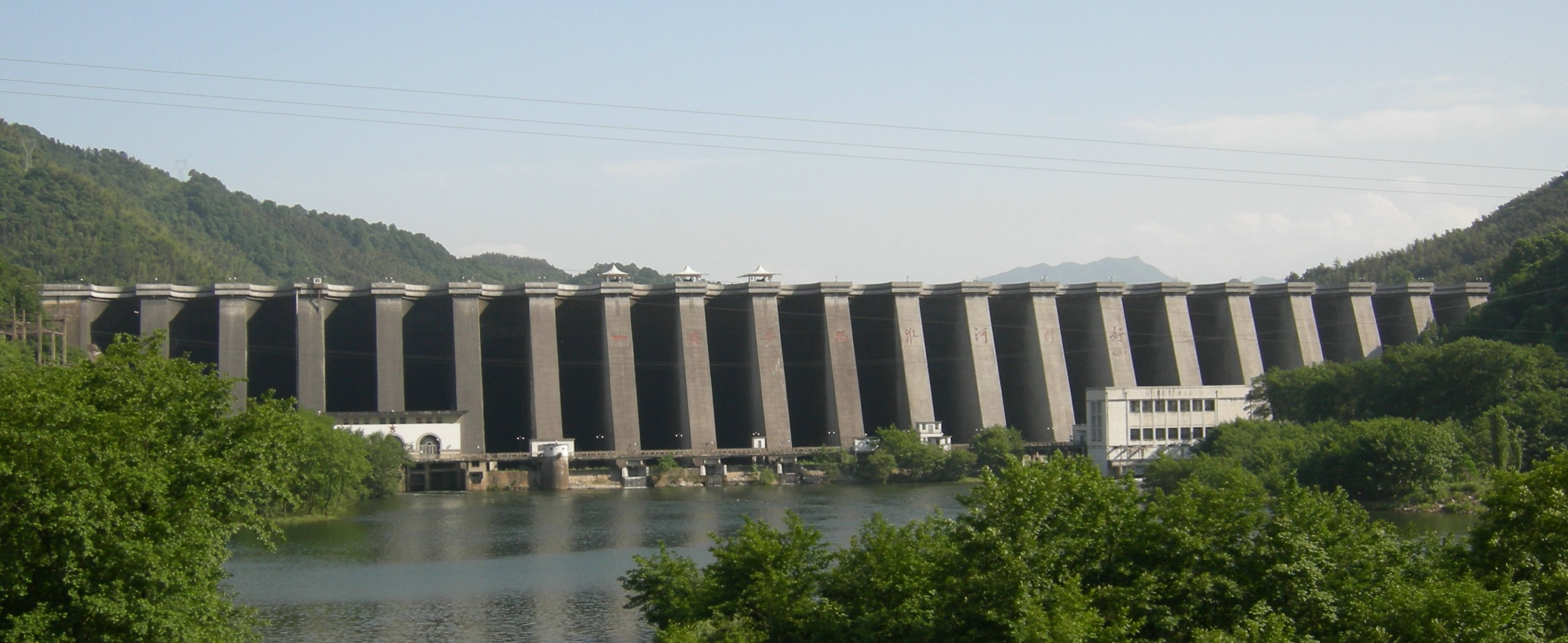
Đập Phật Tử Lĩnh (佛子岭水库) ở huyện Hoắc Sơn

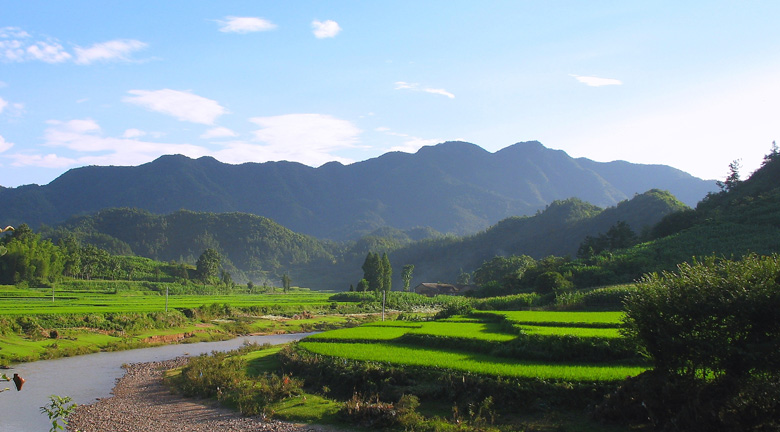
Đồng ruộng tại huyện Hoắc Sơn

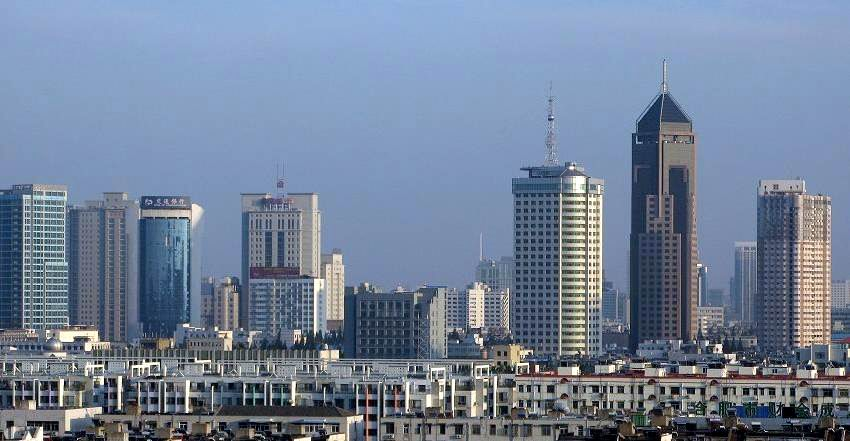
Tỉnh lị Hợp Phì của An Huy

Theo tính toán sơ bộ, tổng sản phẩm quốc nội (GDP) của An Huy năm 2011 là 1,51103 nghìn tỉ NDT, theo giá cả so sánh, tỷ lệ tăng trưởng so với năm trước là 13,5%. Theo khu vực, khu vực một của nền kinh tế đạt giá trị 202,03 tỉ NDT, tăng trưởng 4% so với năm trước; khu vực hai đạt giá trị 822,64 tỉ NDT, tăng trưởng 17,9% so với năm trước; khu vực ba đạt giá trị 486,36 tỉ NDT, tăng trưởng 10,5% so với năm trước đó. Tỷ lệ giữa ba khu vực trong nền kinh tế của An Huy đã thay đổi từ 14:52,1:33,9 của năm 2010 thành 13,4:54,4:32,2 vào năm 2011, trong đó giá trị công nghiệp chiếm tỷ trọng 46,2% trong GDP, tăng 2,4% so với năm trước. Năng suất lao động toàn xã hội của tỉnh An Huy vào năm 2011 là 36.986 NDT/người, thu nhập bình quân đầu người đạt 25.340 NDT/người (tức khoảng 3.923 USD).
Năm 2018, An Huy là tỉnh đông thứ tám về số dân, đứng thứ 13 về kinh tế Trung Quốc với 63,2 triệu dân, tương đương với Pháp và ba nghìn tỷ NDT (445 tỷ USD), tương đương với Na Uy. An Huy có chỉ số GDP đầu người đứng thứ hai mươi hai, đạt 47.712 NDT (tương ứng 7.210 USD).

### Nông nghiệp
Phần lớn tỉnh An Huy có lượng quang nhiệt lớn, lượng mưa phong phú, mưa và nắng trong cùng một thời kỳ, điều này có lợi cho sự phát triển của cây trồng. Ngoài ra, trung bộ và bắc bộ An Huy là vùng đồng bằng rộng lớn, đất đai phì nhiêu. Năm 2011, diện tích trồng cây lương thực có hạt của An Huy là 6621,5 nghìn ha, trong đó diện tích chuyên dụng trồng lúa mì chất lượng cao là 1.985 nghìn ha. Ngoài ra, diện tích trồng cây có dầu là 878,3 nghìn ha, diện tích trồng bông là 350,4 nghìn ha, diện tích trồng rau xanh là 790,3 nghìn ha. Năm 2010, tổng sản lượng lương thực của An Huy là 308,05 triệu tấn, là mức cao nhất so với những năm trước đó. Sản lượng hạt có dầu đạt 2,276 triệu tấn, sản lượng bông đạt 316 nghìn tấn, sản lượng thuốc lá đạt 29 nghìn tấn, sản lượng trà đạt 83 nghìn tấn, sản lượng rau xanh đạt 21,374 triệu tấn và sản lượng hoa quả đạt 8,053 triệu tấn.
Tính đến cuối năm 2011, số lợn chăn nuôi tại trên địa bàn An Huy là 14,673 triệu con; số lợn nuôi xuất chuồng mỗi năm là 27,211 triệu con. Sản lượng các loại thịt chủ yếu vào năm 2011 là 3,718 triệu tấn, trong đó lượng thịt lợn, thịt bò và thịt cừu là 2,651 triệu tấn. Sản lượng trứng gia cầm đạt 1,197 triệu tấn. Sản lượng sữa bò đạt 225 nghìn tấn. Sản lượng thủy sản đạt 1,995 triệu tấn.

### Công nghiệp
Sau cải cách mở cửa, lĩnh vực công nghiệp của tỉnh An Huy đã có các tiến bộ, hình thành được một hệ thống công nghiệp tương đối hoàn chỉnh, bao gồm cả ngành năng lượng và luyện kim. Chery Automobile Co., Ltd. là biểu tượng cho ngành công nghiệp ô tô của An Huy. Các công ty lớn nhất của tỉnh An Huy bao gồm Anhui Conch Cement Company, chuyên về sản xuất và phân phối xi măng, Guoyang Securities Co, một nhà cung cấp dịch vụ tài chính, và Ma’anshan Iron & Steel, một nhà sản xuất gang thép.
Năm 2011, giá trị công nghiệp của An Huy đạt 706,17 tỷ NDT, đạt mức tăng trưởng 21,1% so với năm trước; trong đó công nghiệp nhẹ tăng trưởng 27,2% còn công nghiệp nặng tăng trưởng 18,6%, tỷ lệ giữa hai ngành này vào năm 2011 là 30,8:69,2. Các nhà máy sản xuất theo hình thức cổ phần hoặc vốn đầu tư nước ngoài (bao gồm cả vốn Hồng Kông, Ma Cao và Đài Loan) tiếp tục tăng trưởng nhanh chóng với tỷ lệ tương ứng là 22% và 20%. Bảy ngành công nghiệp hàng đầu của An Huy là thông tin điện tử, chế tạo ô tô và thiết bị, vật liệu và vật liệu mới, năng lượng mới, thực phẩm và y dược, dệt may và quần áo, ngành công nghiệp dịch vụ hiện đại.

### Khoáng sản
An Huy là một tỉnh lớn về tài nguyên khoáng sản với trữ lượng phong phú. Tính đến cuối năm 2011, người ta đã phát hiện được 158 loại khoáng sản trên địa bàn An Huy, trong đó đã xác minh được trữ lượng của 126 loại khoáng sản với năm loại khoáng sản năng lượng, 22 loại khoáng sản kim loại, 96 loại khoáng sản phi kim. Các vùng mỏ quan trọng của An Huy bao gồm sắt tại Mã An Sơn, than đá ở Hoài Nam và đồng tại Đồng Lăng.

## Giao thông

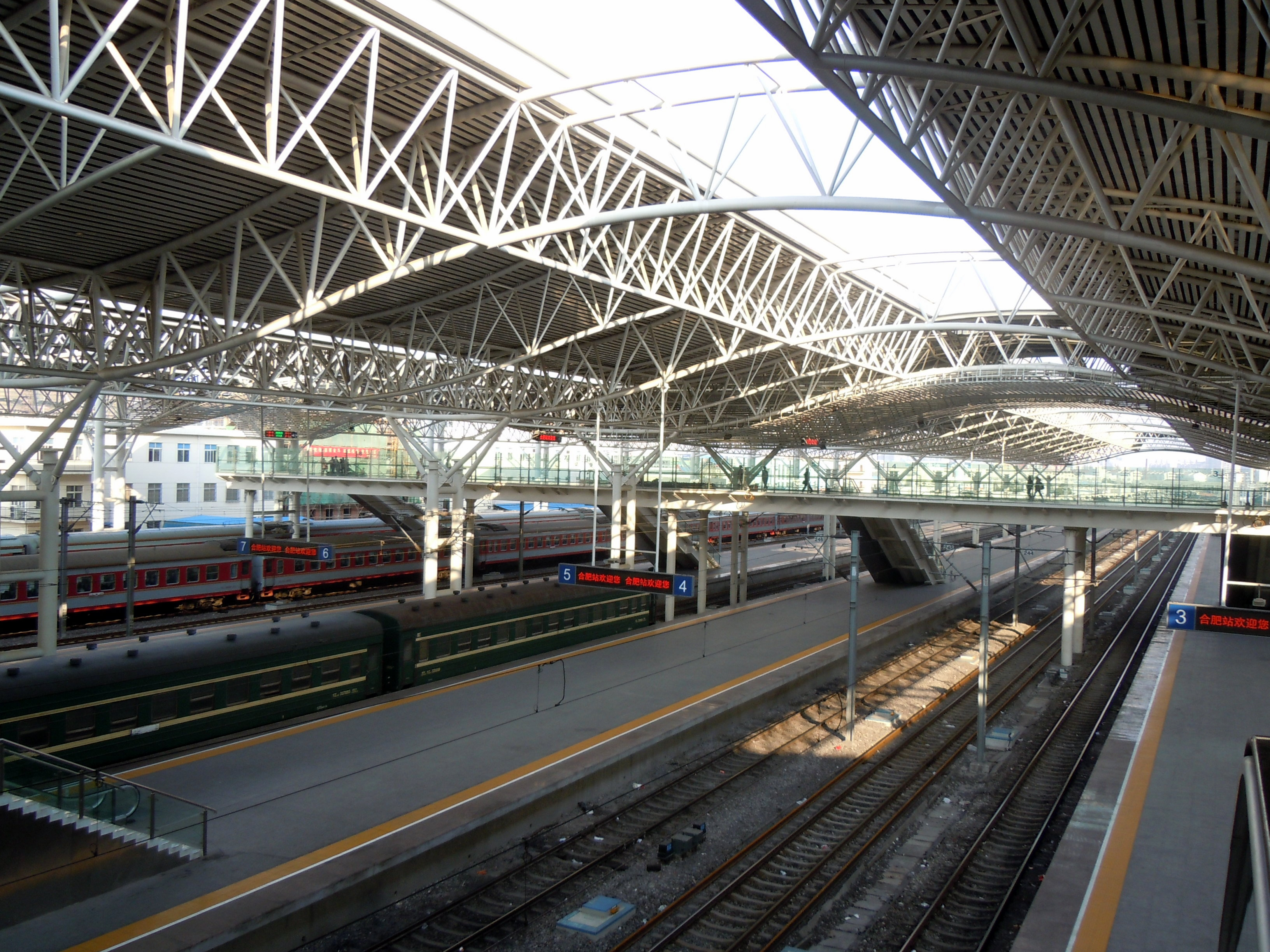
Thềm ga Hợp Phì

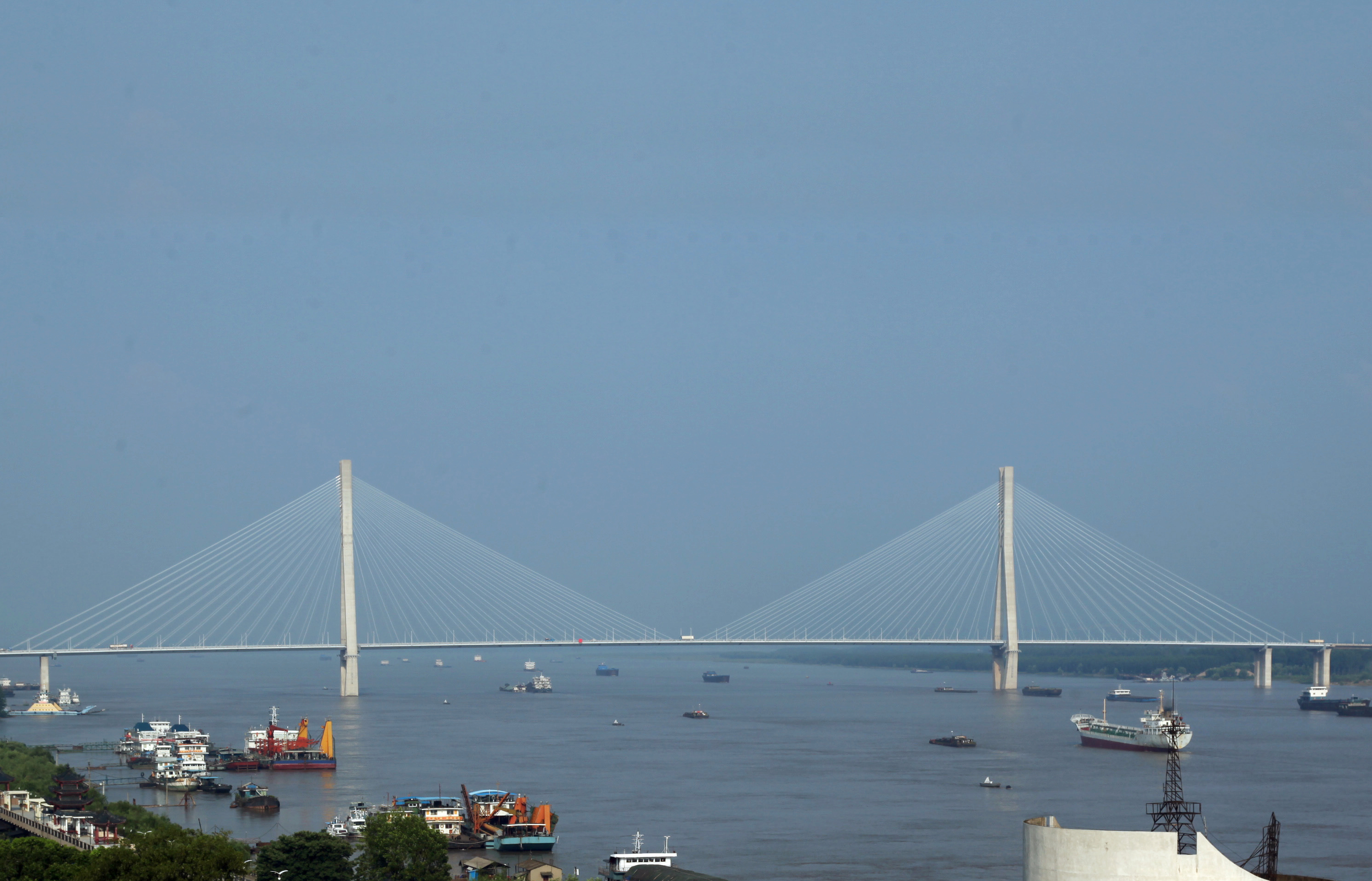
Cầu Trường Giang An Khánh

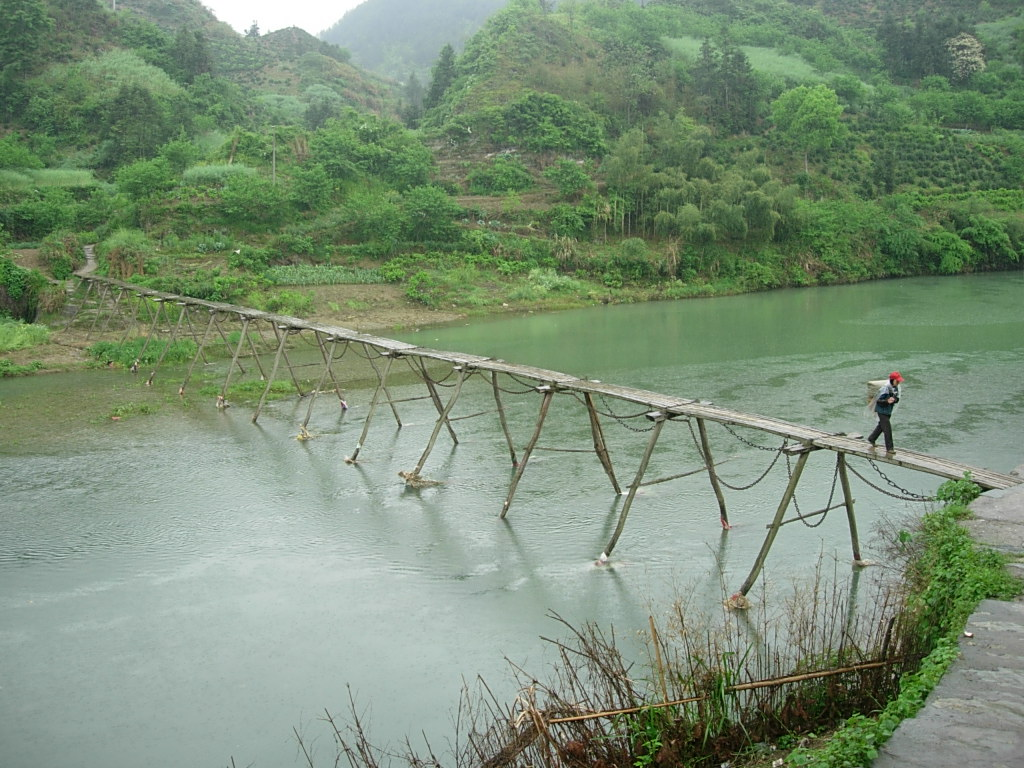
Một cây cầu gỗ ở huyện Hấp, được xây dựng lần đầu vào cuối thế kỷ XIX

### Đường sắt
Hệ thống đường sắt của tỉnh An Huy do cục đường sắt Thượng Hải quản lý. Năm 2011, tổng chiều dài mạng lưới đường sắt hoạt động tại An Huy là 3144 km. Các tuyến đường sắt chính trên địa bàn An Huy là Kinh-Hỗ, Lũng-Hải, Kinh-Cửu, Thanh-Phụ, Phụ-Hoài, Hoài Nam, Tuyên-Hàng, Hoản-Cám, Ninh-Tây, Hỗ-Dong. Các tuyến đường sắt cao tốc đi qua địa phận An Huy bao gồm đường sắt cao tốc Kinh-Hỗ, đường sắt liên thành Ninh-An, đường sắt vận chuyển hành khách Hợp-Bạng, đường sắt vận chuyển hành khách Thương-Hàng, đường sắt cao tốc Hợp-Vũ.
An Huy có ba ga vận chuyển hành khách cấp một là ga Phụ Dương, ga Bạng Phụ và ga Hợp Phì; cùng với bốn ga vận chuyển hàng hóa cấp một là ga Phụ Dương Bắc, ga Bạng Phụ Đông, ga Vu Hồ Đông, ga Hoài Nam Tây. Các ga vận chuyển hành khách cấp hai tại An Huy gồm ga Hợp Phì Nam, ga Vu Hồ, ga Hoài Nam, ga Túc Châu, ga Trừ Châu, ga Hoài Bắc, ga Mã An Sơn, ga Đồng Lăng, ga Bạc Châu, ga Hoàng Sơn, ga Nãng Sơn, ga Thủy Gia Hồ, ga Hợp Phì Tây, ga Tích Khê.

### Đường bộ
Mật độ đường bộ tại An Huy đứng vào hàng đầu trong số các tỉnh tại Trung Quốc. An Huy có 14 bến xe hành khách cấp địa khu, 65 bến xe hành khách cấp huyện và 20 bến vận chuyển hàng hóa. Tính đến cuối năm 2011, tổng chiều dài các tuyến công lộ tại An Huy là 149.534,65 km, mật độ là 107,27 km/100 km²; trong đó có 3.009 km đường cao tốc đã thông xe, có đến 99.98% số thôn hành chính tại An Huy đã thông công lộ. Tất cả các địa cấp thị tại An Huy đều đã thông đường cao tốc, nếu đi theo các tuyến cao tốc này sẽ mất khoảng 6 tiếng để quá cảnh theo chiều bắc-nam của An Huy, và mất khoảng 3 tiếng nếu quá cảnh theo chiều đông-tây. Tại An Huy có 3 cây cầu lớn vượt Trường Giang, đó là cầu Trường Giang An Khánh, cầu Trường Giang Vu Hồ và cầu Trường Giang Mã An Sơn; và có 12 cầu vượt Hoài Hà. Năm 2011, hệ thống đường bộ của An Huy đã thực hiện vận chuyển 1,79 tỷ lượt hành khách và 2,19 tỷ tấn hàng hóa.
Các tuyến đường cao tốc chủ yếu chạy trên địa phận An Huy là đoạn Hợp Từ của tuyến đường cao tốc Kinh-Đài (một trong các tuyến chính của hệ thống đường cao tốc Trung Quốc), đường cao tốc Hợp-Ninh, đường cao tốc Hợp-An, đường cao tốc Lư-Đồng, đường cao tốc Đồng-Thang, đường cao tốc Thang-Đồn, đoạn Ninh-Hoài của đường cao tốc Trường-Thẩm, đoạn Bạc-Phụ và An-Cảnh của đường cao tốc Tế-Quảng, đoạn An Huy của đường cao tốc Liên-Hoắc, đoạn Bạng-Minh và đoạn Giới-Phụ-Bạng của đường cao tốc Ninh-Lạc, đoạn Hợp-Ninh và đoạn Hợp-Lục-Diệp của đường cao tốc Hỗ-Thiểm, đoạn Hợp-Ninh và đoạn Hợp-Từ và đoạn Hợp-Lục Diệp của đường cao tốc Hỗ-Dong, đoạn Quảng-Từ và đoạn Tuyên-Quảng và đoạn Vu-Tuyên và đoạn Duyên Giang và đoạn Cao-Giới của đường cao tốc Hỗ-Du, đoạn Huy-Hàng của đường cao tốc Hàng-Thụy, đoạn Ninh-Mã và Mã-Vu của đường cao tốc Ninh-Vu, đường cao tốc Hợp-An, đoạn Hợp-Sào-Vu của đường cao tốc Vu-Hiệp, đường cao tốc vành đai Hợp Phì.

### Đường thủy
An Huy nằm trong lưu vực hai con sông lớn là Hoài Hà và Trường Giang nên có điều kiện thuận lợi để phát triển giao thông đường thủy. Tỉnh An Huy có các cảng cấp một là cảng Bạng Phụ, cảng Hoài Nam, cảng Phụ Dương, cảng Vu Hồ, cảng Mã An Sơn, cảng An Khánh; các cảng cấp hai là cảng Phượng Dương, cảng Phượng Đài, cảng Lợi Tân, cảng Đồng Lăng. Tính đến cuối năm 2011, tổng lý trình các tuyến đường sông có thể thông hành của An Huy là 5.596 km, trong đó có 1.084 km các tuyến đường thủy cấp cao. Toàn tỉnh An Huy có khoảng 30.000 tàu thuyền hoạt động với tổng tải trọng là 26 triệu tấn. Năm 2011, hệ thống cảng của An Huy đã thông qua khối lượng hàng hóa lên đến 370 triệu tấn, với 388 nghìn container. Ở ven sông trên địa bàn An Huy có trên 380 bến có thể đón tàu trọng tải cấp 1000 tấn trở lên, số lượng cảng sông của An Huy là cao nhất trong các tỉnh miền Trung và miền Tây của Trung Quốc.

### Đường không
An Huy có ba sân bay hàng không dân dụng là sân bay quốc tế Lạc Cương Hợp Phì, sân bay Đồn Khê Hoàng Sơn và sân bay Phụ Dương, ngoài ra tại An Khánh có một sân bay kết hợp cả quân sự lẫn dân dụng (sân bay Thiên Trụ Sơn An Khánh), dự tính sẽ xây dựng mới sây bay quốc tế Tân Kiều Hợp Phì và sân bay Cửu Hoa Sơn Trì Châu. Sân bay quốc tế Lạc Cương Hợp Phì là cửa khẩu hàng không cấp một quốc gia, với 400 chuyến bay mỗi tuần trên 46 đường bay. Năm 2011, hệ thống cảng hàng không của An Huy đã phục vụ vận chuyển 5,21 triệu lượt hành khách và 40.000 tấn hàng hóa.

## Văn hóa

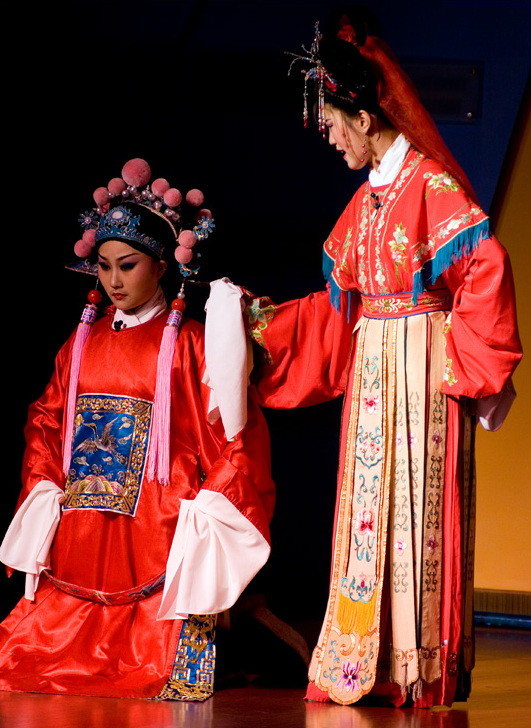
Biểu diễn Hoàng Mai hí

Hoàng Mai hí (黃梅戲) có nguồn gốc từ vùng ven của An Khánh, là một loại hình hí khúc phổ biến trên khắp Trung Quốc. Hoàng Mai hí bao gồm các điệu ca vũ thôn quê và có thể đã ra đời từ 200 năm trước hoặc thậm chí lâu hơn; loại hình này có truyền thống ca bằng phương ngôn Quan thoại tại An Khánh. Huy kịch (徽剧) là một loại hình nhạc kịch truyền thống bắt nguồn từ khu vực nói tiếng Huy ở nam bộ An Huy, nó là một trong các tiền thân của Kinh kịch. Vào thập niên 1950, Huy kịch đã hồi sinh sau một thời gian bị lãnh quên. Lư kịch (廬劇) là một loại hình nhạc kịch truyền thống xuất hiện khắp vùng trung bộ An Huy, từ đông sang tây. Ngoài ra, còn có Hoa Cổ hí (花鼓戏) tại Phượng Dương, Tứ Châu hí ở Tứ huyện, Bang kịch (梆剧) tại Bạc Châu, Na hí (傩戏) tại Quý Trì
Ẩm thực An Huy là một trong tám trường phái truyền thống chính của ẩm thực Trung Quốc. Trường phái này kết hợp cách nấu nướng từ bắc bộ An Huy (ven Hoài Hà), trung-nam An Huy (ven Trường Giang) và các khu vực nói tiếng Huy ở nam bộ An Huy; trong đó các món ở khu vực Hoản Nam là đại biểu chủ yếu của ẩm thực An Huy, bắt nguồn từ cách nấu nướng của khu vực Hoàng Sơn. Ẩm thực An Huy được biết đến với việc sử dụng các loại thú săn và thảo mộc hoang dã cả trên cạn lẫn dưới nước, chế biến bằng cách cách rán lâu trên lửa, ninh và hấp thức ăn; cũng như cách chuẩn bị tương đối đơn giản. Đại diện tiêu biểu của ẩm thực An Huy là món vịt hồ lô (vịt quay Lư Châu), hổ lốn Lý Hồng Chương...
An Huy có nhiều sản phẩm truyền thống có liên quan đến thư pháp: Tuyên Châu (nay là Tuyên Thành) và Huy Châu (nay là Hoàng Sơn) nổi tiếng với sản phẩm giấy Tuyên (宣纸) và mực Huy (徽墨), chúng được xem là những loại giấy và mực tốt nhất trong thư pháp Trung Quốc. Huyện Hấp nổi tiếng với sản phẩm nghiên Hấp (歙砚), một trong những loại nghiên dùng để mài mực được ưa thích nhất.

## Du lịch

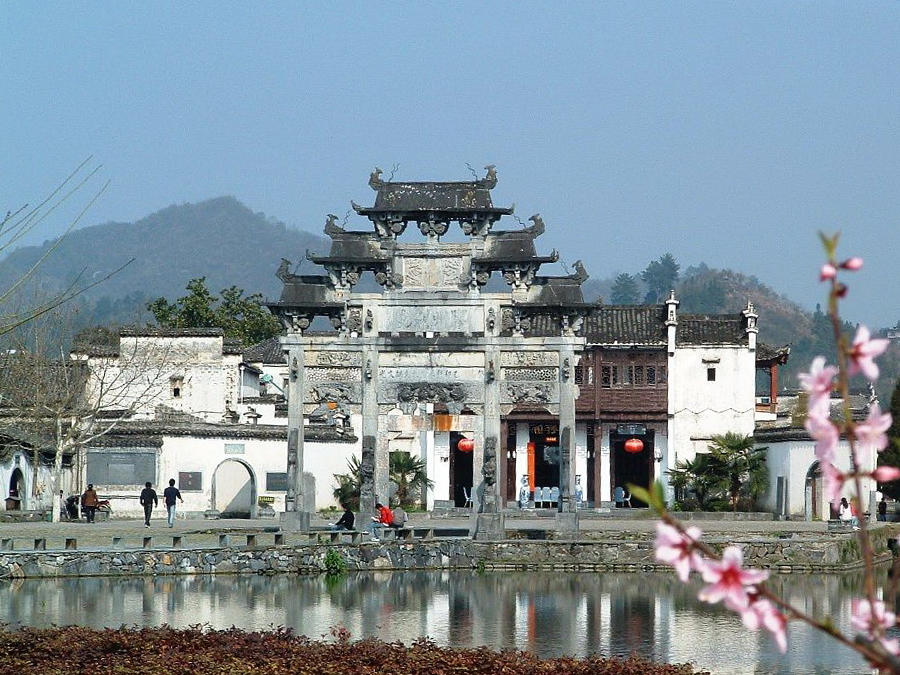
Thôn cổ Tây Đệ

- Các thôn cổ ở nam bộ An Huy: Tây Đệ và Hoành thôn, là di sản thế giới từ năm 2000
- Hoàng Sơn, dãy núi với nhiều thắng cảnh ở nam bộ An Huy, là di sản thế giới từ năm 1990
- Cửu Hoa Sơn, một trong tứ đại danh sơn của Phật giáo Trung Quốc, ở nam bộ An Huy
- Tề Vân Sơn (齐云山), một trong tứ đại danh sơn của Đạo giáo Trung Quốc, ở nam bộ An Huy
- Thiên Trụ Sơn (天柱山), có biệt danh là "Giang Hoài đệ nhất sơn", ở nam bộ An Huy
- Lang Da Sơn (琅琊山), là thắng cảnh cấp AAAA của Trung Quốc, nằm ở trung bộ An Huy
- Đồn Khê lão nhai (屯渓老街), phố cổ ở thành phố Hoàng Sơn
- Túy Ông đình (醉翁亭), đặt theo hiệu của thi nhân Âu Dương Tu thời Bắc Tống
- Hồ Sào, một trong năm hồ nước ngọt lớn nhất Trung Quốc
- Động Thái Cực (太极洞), được thi nhân Phùng Mộng Long mô tả là một trong "Thiên hạ tứ tuyệt", cũng là một địa điểm linh thiêng của tín đồ Đạo giáo, là hang động karst dài nhất tại Đông Á
- Tháp Chấn Phong (振风塔), ngôi chùa tháp từ thời Minh tại An Khánh

## Giáo dục

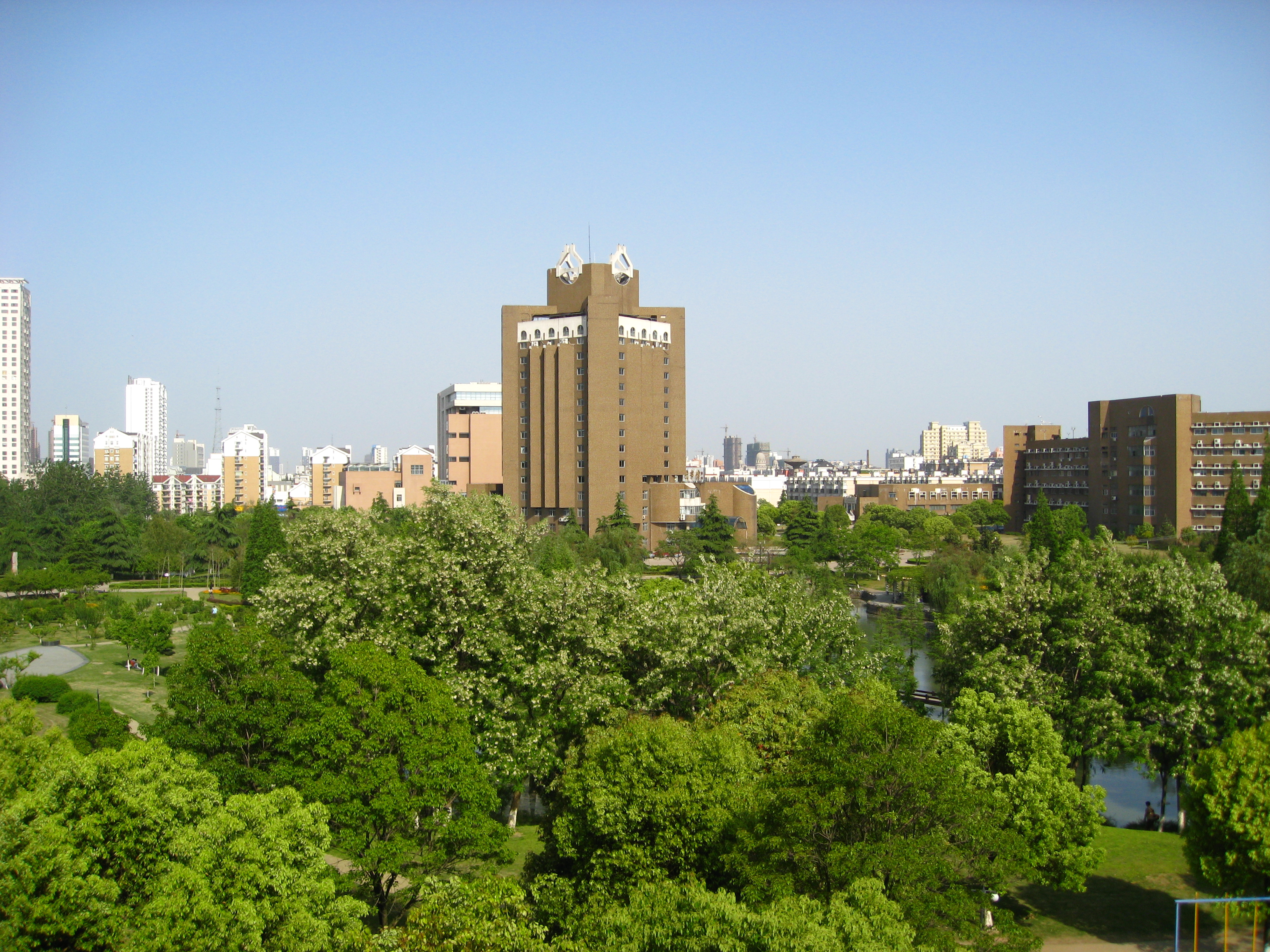
Tòa nhà thư viện của Đại học Khoa học-Kỹ thuật Trung Quốc

| - Đại học Khoa học-Kỹ thuật Trung Quốc (中国科学技术大学) - Đại học Công nghiệp Hợp Phì (合肥工业大学) - Đại học An Huy (安徽大学) - Đại học Sư phạm An Huy (安徽师范大学) - Đại học Nông nghiệp An Huy (安徽农业大学) - Đại học Y khoa An Huy (安徽医科大学) - Đại học Khoa học-Công nghệ An Huy (安徽理工大学) - Đại học Công nghiệp An Huy (安徽工业大学) - Đại học Tài chính-Kinh tế An Huy (安徽财经大学) - Đại học Công trình An Huy (安徽工程大学) - Đại học Sư phạm Hoài Bắc (淮北师范大学) - Học viện Trung Y An Huy (安徽中医学院) - Học viện Công nghiệp Kiến trúc An Huy (安徽建筑工业学院) - Học viện Y Bạng Phụ (蚌埠医学院) - Học viện Y Hoản Nam (皖南医学院) - Học viện Sư phạm An Khánh (安庆师范学院) - Học viện Sư phạm Phụ Dương (阜阳师范学院) | - Học viện Sư phạm Hợp Phì (合肥师范学院) - Học viện Sư phạm Hoản Nam (淮南师范学院) - Học viện Hợp Phì (合肥学院) - Học viện Hoản Tây (皖西学院) - Học viện Sào Hồ (巢湖学院) - Học viện Hoàng Sơn (黃山学院) - Học viện Đồng Lăng (铜陵学院) - Học viện Túc Châu (宿州学院) - Học viện Trừ Châu (滁州学院) - Học viện Trì Châu (池州学院) - Học viện Bạng Phụ (蚌埠学院) - Học viện Khoa học-Kỹ thuật An Huy (安徽科技学院) - Học viện Tân Hoa An Huy (安徽新华学院) - Học viện Tam Liên An Huy (安徽三联学院) - Học viện Ngoại ngữ An Huy (安徽外国语学院) - Học viện Công nghệ thông tin Văn Đạt An Huy (安徽文达信息工程学院) |

## Địa phương kết nghĩa
- Hoa Kỳ, Maryland 10/6/1980
- Đức, Niedersachsen 8/9/1984
- Pháp, Franche-Comté 18/5/1987
- Nhật Bản, Kochi 8/11/1994
- Ba Lan, Dolnośląskie 8/6/1997
- Yemen, Hadhramaut 17/2/1998
- Úc, Lãnh thổ Bắc Úc 23/10/2000
- Nam Phi, Limpopo 31/10/2000
- Bỉ, Walloon Brabant 9/5/2002
- Ai Cập, Dakahlia 2/9/2003
- Philippines, Nueva Ecija 10/9/2003
- Thụy Điển, Västra Götaland 28/9/2005
- Argentina, La Pampa 2/2005